# Altmar (Nova Iorque)
Altmar é uma vila localizada no estado americano de Nova Iorque, no Condado de Oswego.

## Demografia
Segundo o censo americano de 2000, a sua população era de 351 habitantes. 
Em 2006, foi estimada uma população de 356, um aumento de 5 (1.4%).

## Geografia
De acordo com o United States Census Bureau tem uma área de 5,6 km², dos quais 5,6 km² cobertos por terra e 0,0 km² cobertos por água.

## Localidades na vizinhança
O diagrama seguinte representa as localidades num raio de 20 km ao redor de Altmar. 